# ジャンカルロ・フェレッティ
ジャンカルロ・フェレッティ（Giancarlo Ferretti、1941年10月16日 - ）は、イタリアの自転車プロロードレース監督。卓越した指導力と巧みな資金集めで数多くの名門チームを作り上げ、多くの優秀な選手を輩出している希代の名監督である。現在は予定していたスポンサーとの契約が白紙になったため休業中。

## 経歴
元はプロロードレース選手であり、1963年から1970年までイタリアのチームで走った。この間主にフェリーチェ・ジモンディのアシストとして働き、勝利数は0。最も上位に入ったもので、1966年のツール・ド・スイスの区間2位という成績が残っている。

## 人物
その名声を高めたのはむしろ監督になってからで、資金集めの巧みさ（プロロードレースチームは通常監督がスポンサー集めも行う）、スタッフに対する的確な指導、選手の才能を開花させる育成能力など、全てにおいて非常に高いレベルにあり、新チームを立ち上げる際には彼を慕って集まるスタッフも少なくない。人物評によると「慎重且つ冷静、しかし決断は大胆」「経験が長いにも拘らず進歩的」などがある。不調だった選手が勢いを取り戻したり、隠れていた選手の才能を開花させるなどの手腕も高く、特にジロ・デ・イタリアの年間区間優勝数記録を更新したアレッサンドロ・ペタッキを輩出した。
ドーピングに対する姿勢も潔癖且つ厳格で、2001年のジロ・デ・イタリアで取った対応 がそれを物語っている。
ファッサボルトロ指導時には日本人スタッフも採用した。一人はメカニックの永井孝樹、もう一人はマッサーの中野喜文 である。

## 主なチーム
- ビアンキ-ピアッジョ
- アリオステア（CeramicheAriostea）
- GB-MGおよびMGテクノジム
- ファッサボルトロ（Fassa-Bortolo）

## 主なエース選手
- ビャルヌ・リース（1992-1993年にアリオステア在籍）
- ファビオ・バルダート（1994-1997年にGB-MG、MGテクノジム在籍）
- ミケーレ・バルトリ（1996-1997年にMGテクノジム在籍）
- パスカル・リシャール（1993年にアリオステア、1994-1996年にGB-MG在籍）
- アレッサンドロ・ペタッキ（2000-2005年　ファッサボルトロ在籍）